# Quinto Laronio
Quinto Laronio (in Latino Quintus Laronius) (Vibo Valentia, I secolo a.C. – ...) è stato un militare romano.
Come attestano alcune epigrafi ritrovate nel municipium calabrese, esercitò la censoria potestas come "quattuorvir iuri dicundo" e la carica di pontifex maximus. Quest'ultima magistratura esisteva in pochi municipia dell'Italia e con altre evidenze testimonia l'importanza di Vibo Valentia in quel periodo.
Nel 36 a.C., da quanto emerge nell'opera storica di Appiano di Alessandria, Ottaviano utilizzò Vibo Valentia come base navale per la guerra contro Sesto Pompeo. Ciò dovette favorire l'ascesa politica di Quinto Laronio che divenne comandante nell'esercito del futuro Augusto. Sempre da Appiano sappiamo che Quinto venne inviato a capo di un esercito, quasi certamente composto da Vibonenses della città e dell'ager, ad aiutare Cornificio in Sicilia.
Dai Fasti Consulares sappiamo che nel 33 a.C., Quinto Laronio divenne console suffetto. Durante il suo consolato venne costruito un acquedotto che riforniva Vibo Valentia da una sorgente dell'altipiano del Poro, adesso allo stato di rudere. L'edificio presenta sui laterizi il bollo "Q.LAR.COS.IMP.INTER" (abbreviazione di QUINTUS LARONIUS CONSUL IMPERATOR INTERUM) dal quale s'intuisce con facilità che la struttura è stata fatta erigere da Quinto Laronio quando era console.
Questo bollo è stato ritrovato sui laterizi di un altro acquedotto che passava per Nicotera e Rosarno, nell'ager Vibonensis e sui mattoni di una struttura situata vicino al tempio greco di Capo Colonna, nell'ager della colonia di Croto. Un altro mattone con lo stesso bollo è stato ritrovato nella piana lametina che allora faceva parte dell'ager vibonensis.
Sia nelle opere di Giovenale che di Marziale c'è un riferimento a una matrona chiamata Laronia; questo personaggio è stato interpretato dagli studiosi come una scherzosa caricatura di Quinto Laronio per la sua opposizione alla legge di Augusto contro l'adulterio.